# 성북로
성북로는 서울특별시 성북구 성북동에서 서울특별시 성북구 삼선동을 잇는 도로이다.

## 경유지
서울특별시
- 성북구

## 노선
오스트리아대사관저 - 성북우정의공원 - 서울다원학교 - 성북구립미술관 - 간송미술관 - 서울성북초등학교 - 성북동누들거리 - 성북동주민센터 - 한성대입구역

## 연결 도로
- 동소문로